# Зарості цибулі ведмежої (пам'ятка природи)
Зарості цибулі ведмежої — ботанічна пам'ятка природи місцевого значення в Україні. Об'єкт природно-заповідного фонду Полтавської області.
Розташований у Полтавському районі Полтавської області, у лісовому фонді Розсошенського лісництва ( кв.9 вид.3). 
Площа 0,5 га, створений відповідно до Рішення облвиконкому №437 від 16.11.1979. Перебуває у віданні ДП «Полтавське лісове господарство».